# 北ドイツ・オルガン楽派
北ドイツ・オルガン楽派（きたドイツ・オルガンがくは、独 : Norddeutsche Orgelschule）とは、17世紀から18世紀前半にかけて北ドイツで活躍したオルガン奏者、作曲家の総称である。

## 背景
17世紀北ドイツの諸都市では、プロテスタント教会に大規模なオルガンが設置され、オルガン音楽が盛んに演奏された。こうした背景としては、まずルター派の教会音楽に対する寛容な姿勢が挙げられる。マルティン・ルターは、「音楽は神の素晴らしい賜物であって、本来神に発するものであり、優れた音楽は様式を問わず神を讃えうる」とし、自らプロテスタント教会の会衆歌であるコラールを創作して、プロテスタント教会音楽の基礎を築く。一方、オルガンが独奏楽器として使用されるようになるのは、およそ14世紀のことであるが、15世紀末以降、ストップと呼ばれる発声機構の飛躍的な発展により表現力が大幅に向上し、バロック時代を通して「楽器の王」となる。このため、17世紀のプロテスタント教会では、オルガンが礼拝において重要な役割を担い、会衆の歌うコラールや聖歌隊の演奏を伴奏するほか、礼拝の要請に応じて、前奏曲や後奏曲等の自由な形式の楽曲を演奏し、コラール等の旋律にもとづく即興演奏を行うようになる。ヴァルター・ブランケンブルクによれば、プロテスタント教会におけるオルガンの多くは、奏楽する天使の彫刻によって装飾されており、宇宙的な調和の象徴として教会堂内の最も高い位置に設置され、天使とともに神を讃美するという。
ハンザ同盟がもたらす経済的繁栄と商人による自治が確立されていた北ドイツの諸都市では、宗教改革後、早くからプロテスタンティズムが浸透し、30年戦争の最中にあっても、シュトラールズントのように激しい戦闘が繰り広げられた一部の都市を除き、多くは政治的中立を保つことで、甚大な被害を免れることができた。こうして、北ドイツの諸都市は競うようにオルガンを新設し、バロック時代の新たな作曲様式を身につけた若い音楽家を招き寄せる。1687年にアルプ・シュニットガーがハンブルクの聖ニコラウス教会に設置した4段鍵盤、67ストップからなる大オルガンは、この時代を代表する銘器であり、こうした楽器を通して、17世紀北ドイツの地に豊穣なオルガン音楽が展開されることになる。

## 展開
北ドイツ・オルガン楽派の成立は、アムステルダムの古教会のオルガニストであるヤン・ピーテルスゾーン・スウェーリンク（1562年-1621年）に多くを負っている。スウェーリンクは、イギリス・ヴァージナル楽派の鍵盤技法とトッカータ、リチェルカーレといったイタリアの作曲様式と結び付けることで、17世紀初頭における鍵盤楽曲の発展に大きく貢献した音楽家であり、教育者としても優れ、国内外から多くの弟子を集めていた。スウェーリンクの教授法は、今日ほとんど知られていないが、ジョゼッフォ・ツァルリーノの『調和概論（Le institutioni harmoniche）』（1588年）を対位法の練習に使用したとされている。
スウェーリンクに師事したドイツ人のうち、ヤーコプ・プレトリウス、ヨハネス・プレトリウス、ハインリヒ・シャイデマン、ウルリヒ・チェルニッツ等はいずれも、ハンブルク出身で後に当地の教会オルガニストに就任したことから、ヨハン・マッテゾンは『登竜門への基礎（Grundlage einer Ehrenpforte）』（1740年）において、スウェーリンクを「ハンブルクのオルガニスト製作家」と称している。なかでも、ヤーコプ・プレトリウス（1586年-1651年）とハインリヒ・シャイデマン（1595年頃-1663年）の2人は、スウェーリンクの作曲様式を受け継ぎ、北ドイツ・オルガン楽派の基礎を築いた重要な音楽家である。プレトリウスの前奏曲は、オルガノ・プレーノによる導入部の後に厳格な対位法部分が装飾的な終止を伴って続き、北ドイツ・オルガン・トッカータの萌芽が示される。また、シャイデマンはコラール編曲に優れ、コラール前奏曲、コラール幻想曲等の新たな形式を発展させることで、北ドイツ・オルガン楽派の若い音楽家に大きな影響を与えることになる。
北ドイツ・オルガン楽派の最盛期は、プレトリウス、シャイデマンに続く世代が活躍する17世紀後半においてであり、ハンブルクでは、マティアス・ヴェックマン（1616年頃-1674年）やヨハン・アダム・ラインケン（1643年-1722年）がその代表者となる。ハインリヒ・シュッツやヤーコプ・プレトリウスに師事し、ヨハン・ヤーコプ・フローベルガーとも親交を重ねたヴェックマンは、イタリアのジローラモ・フレスコバルディに由来するトッカータ、カンツォーナ等も多く作曲する一方、ラプソディックな経過句や強い不協和音、複雑な対位法技法には、北ドイツ・オルガン楽派の特徴が明確に刻まれている。また、ハインリヒ・シャイデマンに師事したラインケンは、ハンブルクの音楽界で長く活躍し、現存する作品は少ないものの、長大なコラール幻想曲『バビロンの流れのほとりで』は、北ドイツ・オルガン楽派の多様な作曲技法を結集した傑作とされている。
一方、ハンブルクとともに、ハンザ同盟の中心都市であったリューベックでは、聖母マリア教会のオルガニストであるフランツ・トゥンダー（1614年-1667年）の活躍がみられる。トゥンダーのオルガン作品のうち、導入部－フーガ－終結部から構成される前奏曲や、コラールのモティーフを断片化し、多様な処理を加えていくコラール幻想曲は、後にディートリヒ・ブクステフーデが発展させる主要な楽曲形式の直接の基礎をなすものである。聖母マリア教会でトゥンダーの後任となったディートリヒ・ブクステフーデ（1637年頃-1707年）は、北ドイツ・オルガン楽派の頂点を築く作曲家である。ブクステフーデのオルガン作品は生前に出版されることはなかったものの、多くの手稿譜としてドイツ各地に残されており、当時から高く評価されていたことを示している。自由曲、コラール編曲のいずれにおいても、北ドイツ・オルガン楽派に特有の即興的、流動的な性格が強く、内面的な情念の迸りを感じさせる一方、シャコンヌ、パッサカリアといったイタリア、南ドイツで発達した様式も巧みに取り入れられている。
ブクステフーデに続く世代の北ドイツ・オルガン楽派の音楽家としては、ヴィンツェント・リューベック（1654年-1740年）やゲオルク・ベーム（1661年-1733年）やニコラウス・ブルーンス（1665年-1697年）などがいる。アルプ・シュニットガー作の優れたオルガンを備えるシュターデ、ハンブルクの各教会で活躍したリューベックは、ブクステフーデの強い影響のもと、ヴィルトゥオーソ的な技巧に裏打ちされた流麗な前奏曲を残している。また、ブクステフーデに師事したブルーンスは、ブクステフーデからも目を掛けられて、コペンハーゲンやフーズムで順調な活動を続けていたが、若くして亡くなったため、現存する作品は少ない。
18世紀に入ると、啓蒙主義の台頭とともに、音楽の領域でもより軽やかで優美なギャラント様式が流行し、オルガン音楽の優位性は失われる。教会堂内を圧倒的な音空間で埋め尽くすオルガン音楽は重苦しいものとして退けられ、18世紀中頃には北ドイツ・オルガン楽派は衰退に向かう。一方、音楽史的な観点からは、北ドイツ・オルガン楽派は、若き日のヨハン・ゼバスティアン・バッハに大きな影響を与えたことが特筆される。ブクステフーデやラインケンのオルガン演奏を体験したバッハは、初期のオルガン作品やクラヴィーア用のトッカータにおいて北ドイツの作曲様式を採用しており、やがてバッハという1人の音楽家のなかに、特別な形で中部ドイツ、南ドイツの作曲様式と統合されていくことになる。

## 特徴
北ドイツ・オルガン楽派の作品は、前奏曲、トッカータ等の自由曲と、プロテスタント教会のためのコラールのオルガン編曲とに分類される。前奏曲は、本来教会における聖歌隊の演奏に先立って、ピッチや旋法を調えるために即興的に奏されたものであるが、北ドイツ・オルガン楽派のもとでは、対位法的なフーガと組み合わされることにより独特な発展を遂げる。ブクステフーデによる前奏曲の典型的な楽曲構成は、導入部－第1フーガ－間奏部－第2フーガ－終結部といった5部形式であり、北ドイツ・オルガン・トッカータと通称されるように、トッカータとの本質的な区別は失われている。各部分は完全に終止することなく連続的に構成され、フーガ主題は相互に関連付けられて、導入部の音型から紡ぎだされることも少なくない。また、エピソードを伴って第3フーガが導入されたり、第2フーガがオスティナート形式で置き換えられる等、自由な部分と対位法的なフーガの組み合わせも多様であり、即興的な形式の自由な取扱いは北ドイツ・オルガン楽派の大きな特徴をなしている。
一方、オルガン用のコラール編曲では、コラール・モテット、コラール前奏曲、コラール変奏曲、コラール幻想曲等、多様な形式が認められるが、中部ドイツのコラール編曲と比較した場合、北ドイツではとくにコラール前奏曲、コラール幻想曲に独自の発展がみられる。コラール前奏曲においては、コラール旋律をそのまま用いる定旋律様式は発展せず、声楽様式の影響のもと、豊かな情感を込めて経過音、掛留音、トリル等でコラール旋律を装飾するモノディー風の様式が生み出される。また、コラール幻想曲は、北ドイツで創造された独特の形式であり、コラールの各節が断片化され、エコー手法によって模倣されたり、補足しあうリズム・パターンで声部間に引き継がれる等、さまざまな手法で即興的に入念に展開されていく。
北ドイツのオルガンは、各ヴェルクの性格付けがはっきりしており、足鍵盤が充実したストップを有する一方、リュックポジティーフ、ブルストヴェルクはソロ用のリード・ストップを多く備え、重々しい響きのハウプトヴェルクと対立する。北ドイツのオルガンの独特な響きは、北ドイツのオルガン音楽のうちに活かされており、しばしば破格を伴う充実した和声進行と鋭い声部間の対比、高度な足鍵盤の演奏技巧は北ドイツ・オルガン楽派の伝統を形成している。
北ドイツ・オルガン楽派の音楽家は、こうした作品を即興的に演奏することが要求されていた。ヨハン・マッテゾンの『通奏低音教本（Große General Baß-Schule）』（1731年）によれば、1725年のハンブルクの教会のオルガニスト任用試験では、約2分間の自由な前奏、足鍵盤を含む3声部のコラール編曲、フーガ主題の展開等をいずれも即興演奏することが課せられたという。北ドイツ・オルガン楽派の音楽家は、優れた鍵盤技巧を備えた演奏家であると同時に、音楽理論で精通した作曲家でもあり、即興演奏を通して内面的なファンタジーを大胆に表現したのである。

## 代表的音楽家
- ヨハン・シュテフェンス（1560年-1616年）リューネブルク、聖ヨハネ教会オルガニスト
- ヒエロニムス・プレトリウス（1560年-1629年）ハンブルク、聖ヤコプ教会オルガニスト
- ヤーコプ・プレトリウス（1586年-1651年）ハンブルク、聖ペテロ教会オルガニスト
- パウル・ジーフェルト（1586年-1666年）ダンツィヒ、聖マリア教会オルガニスト
- メルヒオル・シルト（1592年または1593年-1667年）コペンハーゲン、宮廷オルガニスト
- ハインリヒ・シャイデマン（1595年頃-1663年）ハンブルク、聖カタリーナ教会オルガニスト
- デルフィン・シュトルンク（1600年または1601年-1694年）ブラウンシュヴァイク、聖マリア教会オルガニスト
- ヨハン・ローレンス（1610年頃-1689年）コペンハーゲン、聖ニコラウス教会オルガニスト
- フランツ・トゥンダー（1614年-1667年）リューベック、聖マリア教会オルガニスト
- マティアス・ヴェックマン（1616年頃-1674年）ハンブルク、聖ヤコプ教会オルガニスト
- ペーター・モールハルト（生年不詳-1685年）リューネブルク、聖ミヒャエル教会オルガニスト
- ディートリヒ・ブクステフーデ（1637年頃-1707年）リューベック、聖マリア教会オルガニスト
- マルティン・ラーデック（1640年頃-1684年）コペンハーゲン、聖三位一体教会オルガニスト
- ヨハン・アダム・ラインケン（1643年-1722年）ハンブルク、聖カタリーナ教会オルガニスト
- クリスティアン・リッター（1645年から1650年頃-1717年以降）ストックホルム、宮廷オルガニスト
- ダニエル・エリッヒ（1649年-1712年）メクレンブルク
- アンドレアス・クネラー（1649年-1724年）ハンブルク、聖ペテロ教会オルガニスト
- クリスティアン・ガイスト（1650年頃-1711年）コペンハーゲン、聖霊教会オルガニスト
- ヴィンツェント・リューベック（1654年-1740年）ハンブルク、聖ニコラウス教会オルガニスト
- ゲオルク・ベーム（1661年-1733年）リューネブルク、聖ヨハネ教会オルガニスト
- ゲオルク・ディートリヒ・ライディング（1664年-1710年）ブラウンシュヴァイク、聖ウルリヒ教会オルガニスト
- ヨハン・ニコラウス・ハンフ（1664年-1711年または1712年）オイティン、宮廷オルガニスト
- ニコラウス・ブルーンス（1665年-1697年）フーズム、市立教会オルガニスト
- アーノルト・マティアス・ブルンクホルスト（1670年頃-1725年）ツェレ、市立教会オルガニスト
- ゲオルク・ディートリヒ・ザクセル（？年-1740年）リューネブルク、聖ヨハネ教会オルガニスト